# Toki Zenmaro

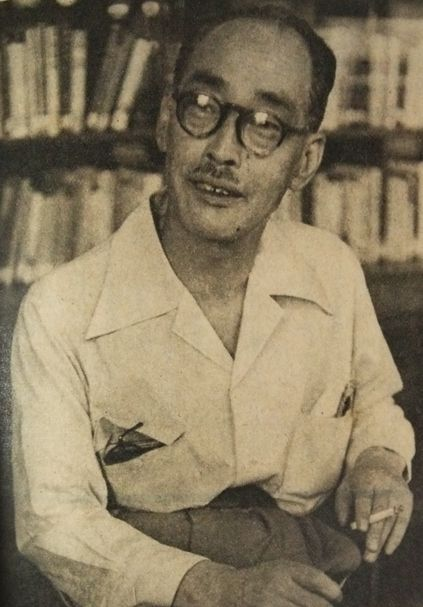
Toki Zenmaro

Toki Zenmaro (jap. 土岐 善麿; * 8. Juni 1885 in Tokio; † 14. April 1980) war ein japanischer Journalist, Literaturwissenschaftler und Lyriker.

## Leben und Wirken
Toki studierte bis 1908 Literatur an der Waseda-Universität. Er arbeitete dann für die Zeitung Yomiuri Shimbun und nach dem Ersten Weltkrieg bis 1940 für Asahi Shimbun als Kolumnist und Leitartikler für die Themen Gesellschaft, Kultur und Wissenschaft.
Daneben wurde er als Lyriker unter dem Namen Toki Aika (土岐 哀果) bekannt. In seiner frühen Zeit schrieb er dreizeilige Gedichte in lateinischer Schrift. Eine Sammlung erschien 1910 unter dem Titel Nakiwarai („Lachen unter Tränen“). Er war mit dem Tanka-Dichter Ishikawa Takuboku befreundet, dessen gesammelte Gedichte er nach dessen Tod 1912 herausgab.
Später kehrte er zur japanischen Schreibweise zurück und veröffentlichte fast vierzig Gedichtbände. Von 1942 bis 1946 entstand eine vierbändige Biographie des Waka-Dichters Tayasu Munetake. Nach 1945 unterrichtete Toki japanische Literatur an der Waseda-Universität und wurde Direktor der Tōkyō Toritsu Hibiya Toshokan (Stadtbibliothek Hibiya, Präfektur Tokio). Von 1949 bis 1961 war Berater der japanischen Regierung für Sprachreformfragen.
Im Alter befasste sich Toki zunehmend mit der Erforschung klassischer japanischer und chinesischer Literatur (u. a. Du Fu) und des Nō-Dramas und setzte sich für die Verbreitung der Kunstsprache Esperanto in Japan ein. Von seinem 80. Lebensjahr bis zu seinem Tode war er ordentlicher Professor an der Frauenuniversität Musashino.
1947 wurde Toki mit dem „Japan Academy Prize“ (日本学士院賞) für sein Werk zu „Tayasu Munetake“, auch als Tokugawa Munetake (1715–1772) bekannt.